# 夜汽車よ急げ
「夜汽車よ急げ」（よぎしゃよいそげ）は、1994年12月～1995年1月まで、NHKの音楽番組『みんなのうた』で放送された楽曲。作詞：荒木とよひさ、作曲：弦哲也、編曲：丸山雅仁、歌：弦哲也。